# 759 Vinifera
Vinifera (asteroide 759) é um asteroide de fundo tipo X escuro da cintura principal de asteróides com um diâmetro de 45,11 quilómetros (31 milhas), a 2,082604 UA. Possui uma excentricidade de 0,2047896, um período orbital de 1 548,04 dias (4,24 anos) com uma velocidade orbital média de 18,40477177 km/s, com uma inclinação de 19,90597º.
Foi descoberto em 26 de agosto de 1913 pelo astrônomo alemão Franz Kaiser no Observatório Estadual de Heidelberg-Königstuhl (Alemanha).
Recebeu o nome da espécie vegetal vitis vinifera (videira comum) devido a sombra formada em sua superfície.